# Ronny Landin-priset
Ronny Landin-priset var ett pris som utdelades av Riksförbundet Stoppa Rasismen till minne av Ronny Landin till personer som gjort insatser mot rasism och främlingsfientlighet.

## Pristagare
- 1988: Mats Rohdin, fotbollsspelare för AIK[1]
- 1989: Unni Brandeby
- 1990: Bengt Hallermalm, kyrkoherde
- 1991: Jan Merje och Anders Radix
- 1992: Bengt Westerberg
- 1993: Stig Wallin
- 1994:  Anita D´Orazio
- 1996: Per-Erik Nilsson
- 1997: Sincaris vänner i Åsele
- 1998: Ingrid Segerstedt Wiberg
- 1999: Stieg Larsson